# 卡尔·弗雷德里克
卡尔·弗雷德里克（英語：Karl Frederick，1881年2月2日—1963年2月11日），美国男子射击运动员。他曾代表美国参加1920年夏季奥林匹克运动会射击比赛，获得男子个人50米手枪、男子团体50米手枪和男子团体30米军用手枪金牌。